# Martina Escudero
Martina Escudero (* 6. Dezember 1996) ist eine argentinische Leichtathletin, die sich auf den Mittelstreckenlauf spezialisiert hat. Aktuell ist sie Inhaberin des Landesrekordes im 800-Meter-Lauf.

## Sportliche Laufbahn
Erste internationale Erfahrungen sammelte Martina Escudero im Jahr 2018, als sie bei den U23-Südamerikameisterschaften in Cuenca in 2:13,42 min die Silbermedaille im 800-Meter-Lauf hinter der Kolumbianerin Johana Arrieta gewann und mit der argentinischen 4-mal-400-Meter-Staffel in 3:45,67 min den fünften Platz belegte. Im Jahr darauf belegte sie bei den Südamerikameisterschaften in Lima in 2:14,97 min den neunten Platz über 800 Meter und 2021 wurde sie bei den Südamerikameisterschaften in Guayaquil in 2:09,87 min Siebte. 2022 gewann sie bei den Hallensüdamerikameisterschaften in Cochabamba in 2:19,33 min die Bronzemedaille über 800 m hinter der Uruguayerin Déborah Rodríguez und Jaqueline Weber aus Brasilien. Zudem sicherte sie sich in 3:59,15 min gemeinsam mit Valentina Polanco, María Florencia Lamboglia und Noelia Martínez die Silbermedaille hinter dem bolivianischen Team. Im Mai belegte sie bei den Ibero-Amerikanischen Meister in La Nucia in 2:08,78 min den achten Platz über 800 Meter und im Oktober gelangte sie bei den Südamerikaspielen in Asunción mit 2:10,42 min auf Rang fünf. Im Jahr darauf belegte sie bei den Südamerikameisterschaften in São Paulo in 2:05,83 min den sechsten Platz über 800 Meter und gelangte mit 3:53,15 min ebenfalls auf Rang sechs im Staffelbewerb. 2024 belegte sie bei den Ibero-Amerikanischen Meisterschaften in Cuiabá in 2:06,70 min den siebten Platz über 800 Meter und im Juni stellte sie mit 2:2,75 min einen neuen Landesrekord über 800 Meter auf und löste damit Marta Orellana als Rekordhalterin ab. Im Jahr darauf wurde sie bei den Südamerikameisterschaften in Mar del Plata in 2:12,86 min Achte.
2020 wurde Escudero argentinische Meisterin im 400-Meter-Lauf sowie von 2022 bis 2025 über 800 Meter.

## Persönliche Bestleistungen
- 400 Meter: 54,73 s, 28. Juni 2022 in Málaga
- 800 Meter: 2:02,75 min, 22. Juni 2024 in Ordizia (argentinischer Rekord)
  - 800 Meter (Halle): 2:19,33 min, 20. Februar 2022 in Cochabamba